# Яйкивский заказник
Яйкивський ботанический заказник (укр. Яйківський ботані́чний зака́зник) — украинский ботанический заказник общегосударственного значения. Расположен к западу от села Осмолода Калушского района Ивано-Франковской области Украины, на склонах горы Яйко-Перегинское, что в горном массиве Горганы Украинских Карпат.
Площадь заказника — 270 га.

## История
Заказник создан для охраны лесного ландшафта решением правительства УССР в 1974 году.
Формальный акт (грамота) о создании резервата «Яйцо», был издан 15 апреля 1935 года митрополитом Андреем Шептицким. Большую роль в его создании сыграл польский биолог, ботаник Владислав Шафер.
Этим актом резерват передавался под опеку Научному обществу им. Т. Шевченко во Львове с предложением, чтобы оно сообщало митрополиту о состоянии и проведении научной деятельности в резервате и давало свои рекомендации по всем важным делам, касающихся его. В то же время было утверждено «Предписания для посетителей кедрового заповедника», которыми был установлен соответствующий охранный режим. Кроме того, было создано «Общее описание кедрового заповедника им. митрополита Андрея Шептицкого в Горганах».
После Второй мировой войны эта территория не имела заповедного статуса и часть (около 70 га) ранее заповедных лесов была вырублена. Заповедный статус на данной территории восстановлено только в 1974 году.

## Описание
Этот заповедный объект имеет большое природоохранное значение, поскольку здесь охраняется уникальный для Украины остаток лесного ландшафта пралесового характера.
На горных склонах (в пределах высот 900—1600 м над уровнем моря) находится наибольший на Украине охраняемый реликтовый массив сосны кедровой европейской (сохранилась с раннего голоцена), занесенной в Красную книгу Украины. Сейчас популяция сосны кедровой в этом заказнике доминирует в составе растительных сообществ (до 60 %) лишь на площади 18 га, а остальная площадь, занята, главным образом, еловым древостоем. Высота сосен в среднем достигает 22 м. Такие лесные группировки относятся к редким субформациям елово-кедровых и кедрово-еловых лесов, которые достаточно редко встречаются только в Карпатах и Альпах.
Преобладают влажные и сырые кедрово-еловые суборы (группы) с чернично-моховым покровом.
На каменных осыпях (в местах, где нет почвенного покрова) растёт сосна стланиковая европейская, встречается низкорослая рябина обыкновенная .
В заказнике имеется богатый животный мир: европейская косуля, медведь бурый, волк, рысь, кот лесной, куница лесная; из птиц распространены: глухарь, клёст-еловик, кедровка, свиристели. Имеется здесь и лесосеменной участок.
В заказнике растет кедр-великан, окружность ствола которого на уровне 1 м от земли — 310 см. Дереву, вероятно, более 500 лет.